# Bonatu
 (juin 2018).
Bonatu est une localité du Cameroun, située dans la commune d'Andek, le département du Momo dans la Région du Nord-Ouest.

## Population
Lors du recensement national de 2005, 342 habitants y ont été dénombrés.
Selon une étude locale publiée en 2012, la population de Bonatu est estimée à 1 534 personnes, dont 800 jeunes, 456 femmes et 278 hommes.
Bonatu fait partie de l'espace urbain dans la zone du conseil avec les principaux villages de : Andek, Ajei, Angai, Etwii, Etoh, Esaw, Teze et Tinechung. Ce sont les zones où les activités économiques sont en plein essor et environ 67% de la population totale est installée autour de ces zones.

## Atouts
Une école primaire est installée dans ce village nommé GS Bonatu et un hôpital gouvernemental (Andek HC) se situe à environ 5 km du village.
Ce village bénéficie également de deux pompes d'eau potable.

## Milieu bio-physique
Le village de Bonatu fait partie des 6 villages dans la zone de conseil d'Andek-Ngie qui ont des captages d'eau fiables qui tombe le long des bassins hydrographiques de la rivière Momo. Les 5 autres villages sont Abebung, Andek, Ajei, Ebang et Teze.

## Environnement socio-économique
Plusieurs activités se développement dans la commune d'Andek-Ngie mais le village de Bonatu se caractérise par le pâturage à grande échelle (en particulier des bovins)

## Histoire
Les habitants du Village de Bonatu font partie de l'un trois clans du conseil d'Andek-Ngie, en effet Ngie vient de Dudum et il y a trois sous-clans dans la zone du Conseil. Ils ont tous un ancêtre commun appelé Ungieku qui a migré de Tadkon Widikum et s'est installé à Dudum. Il a donné naissance aux enfants suivants : Ufelesung (Père de Teze), Ebaichu (père d'Andek et Ebang), Ambufei (père de Bonaumbufei), Bungfugeh (père d'Abebung, Angong et Ajei), Aferineck (père de Bonatu) et Usianuh (père d'Oshie). Ces six fils ont tous grandi, se sont mariés et se sont répandus dans toute la région, formant ainsi un total de 29 villages sous la zone du conseil d'Andek.